# Provincia de Cautín (1887-1976)
La provincia de Cautín fue una de las divisiones administrativas de Chile existente hasta 1976.

## Historia
Por ley del 12 de marzo de 1887, se crea la Provincia de Cautín, a partir de la parte sur del territorio de Colonización de Angol y el departamento de Imperial, proveniente de la antigua provincia de Arauco. La nueva provincia queda integrada por el departamento de Temuco, creado por la misma ley y el departamento de Imperial, que modifica sus límites. La provincia de Cautín queda conformada así:
| Departamento | Cabecera       |
| ------------ | -------------- |
| Temuco       | Temuco         |
| Imperial     | Nueva Imperial |

Con la ley 1959 de 8 de julio de 1907 (D.O.12 de julio de 1907), el presidente Pedro Montt crea el departamento de Llaima, de la división del departamento de Temuco.
| Departamento | Cabecera       |
| ------------ | -------------- |
| Temuco       | Temuco         |
| Llaima       | Lautaro        |
| Imperial     | Nueva Imperial |

Mediante DFL 8582 se suprime la antigua provincia de Malleco y una parte se incorpora a la antigua provincia de Biobío, y otra parte a la provincia de Cautín. Por otro lado se incorpora el departamento de Villarrica proveniente de la antigua provincia de Valdivia y se modifica los límites departamentales; y el DFL 8583, que modifica los límites y fija las nuevas comunas y subdelegaciones.
| Departamento | Cabecera       |
| ------------ | -------------- |
| Temuco       | Temuco         |
| Imperial     | Nueva Imperial |
| Traiguén     | Traiguén       |
| Victoria     | Victoria       |
| Lautaro      | Lautaro        |
| Villarrica   | Loncoche       |

Luego, en 1937, se restituye nuevamente la antigua provincia de Malleco, con lo que hay una reestructuración de los departamentos. Finalmente La provincia de Cautín cuenta con los siguientes departamentos:
| Departamento | Cabecera       |
| ------------ | -------------- |
| Temuco       | Temuco         |
| Imperial     | Nueva Imperial |
| Lautaro      | Lautaro        |
| Villarrica   | Villarrica     |
| Pitrufquén   | Pitrufquén     |

Con el proceso de regionalización de la década de 1970, se crea la IX Región de la Araucanía,
Mediante el Decreto Ley 1.213 de 27 de octubre de 1975, (publicado en D.O. el 4 de noviembre de 1975) se dividen las regiones del país en provincias: Así la Región de la Araucanía está compuesta por las provincias de Cautín y Malleco.

## Intendentes
- Arturo Vidal Pizarro (hasta mayo de 1929)
- René Reyes Barrueto (3 de mayo de 1929-¿?)